# 夢丘站
夢丘站（日语：／ Yumegaoka eki */?）位於日本神奈川縣橫濱市泉區下飯田町，是相模鐵道泉野線的鐵路車站。車站編號是SO36。關東車站百選認定站。

## 車站結構
島式月台1面2線高架車站。

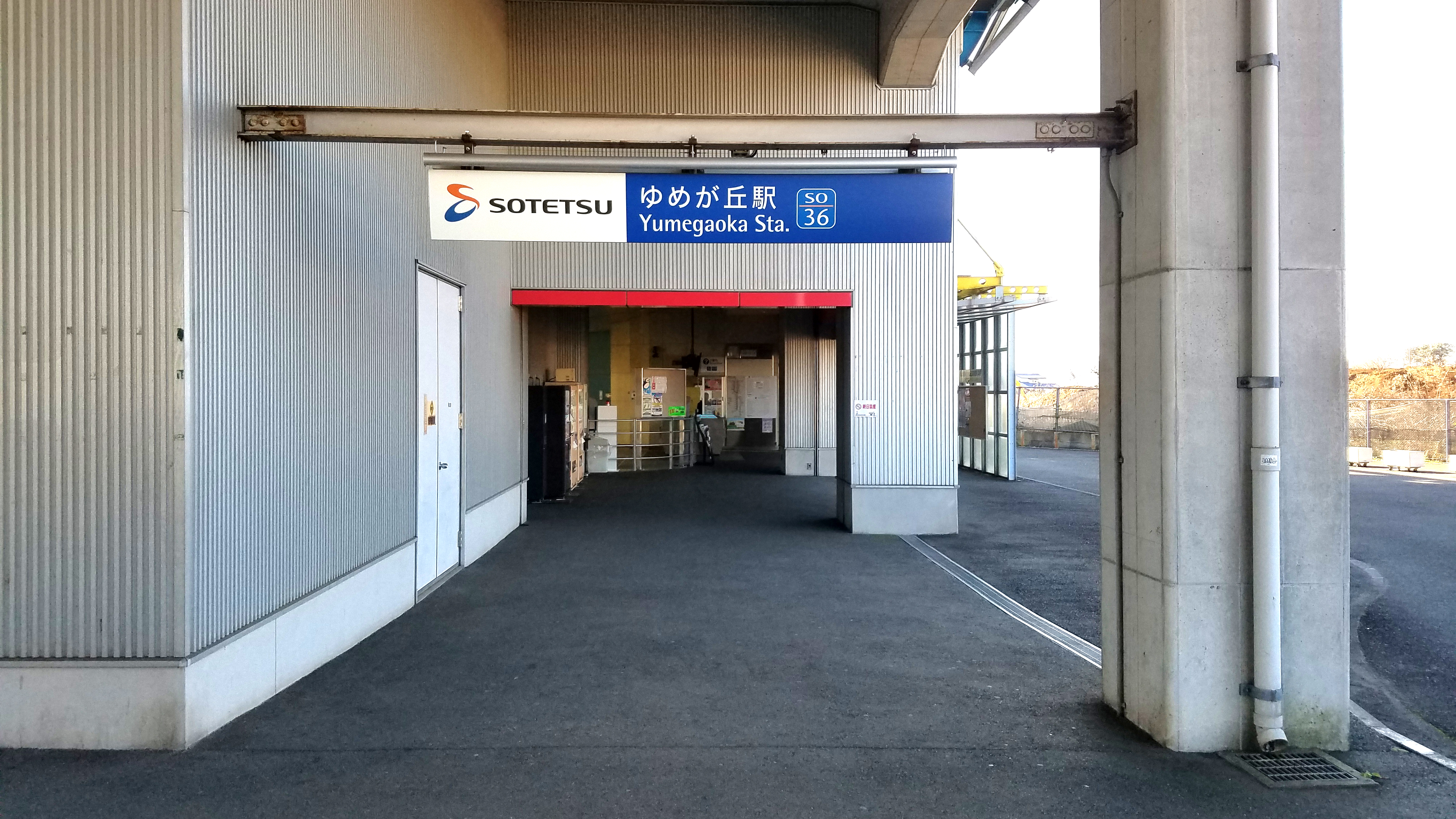
車站入口(2020年1月）
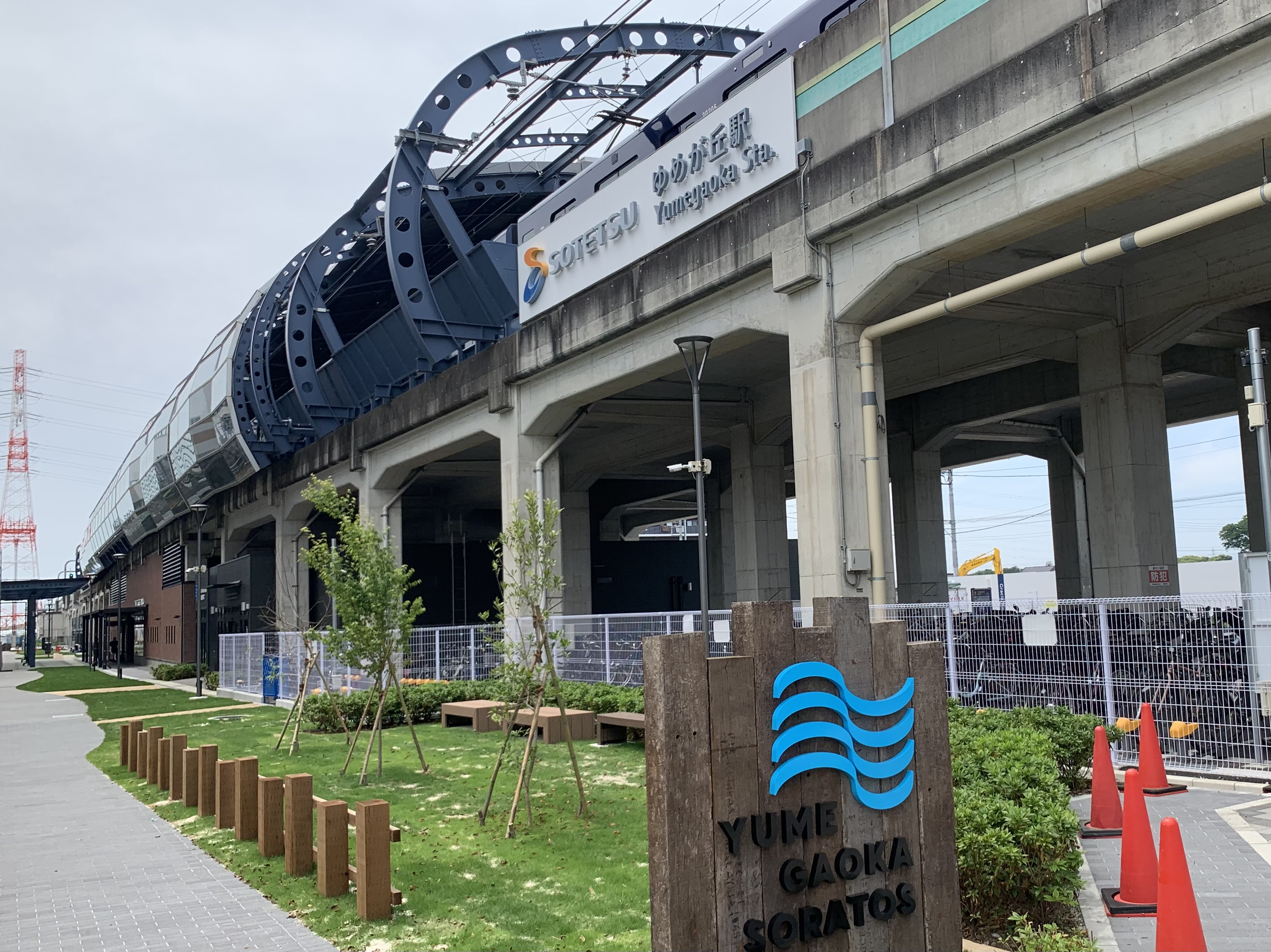
在外側看見的車站構造（2024年5月24日）
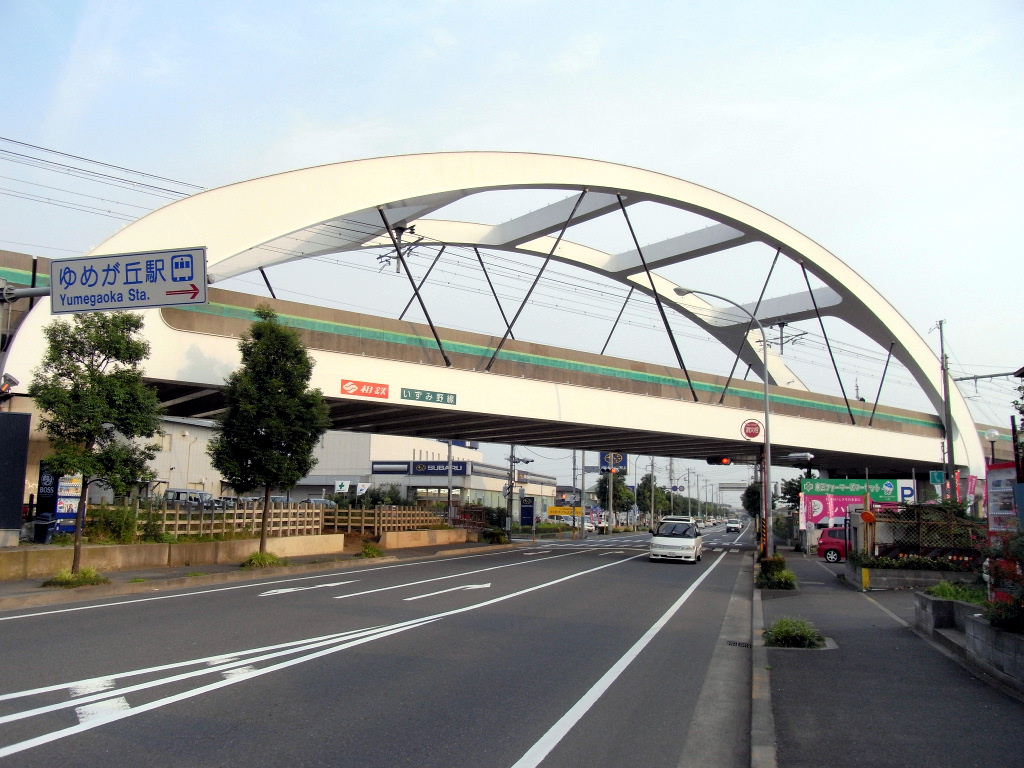
ニールセン・ローゼ橋 （2009年6月13日）

### 月台配置

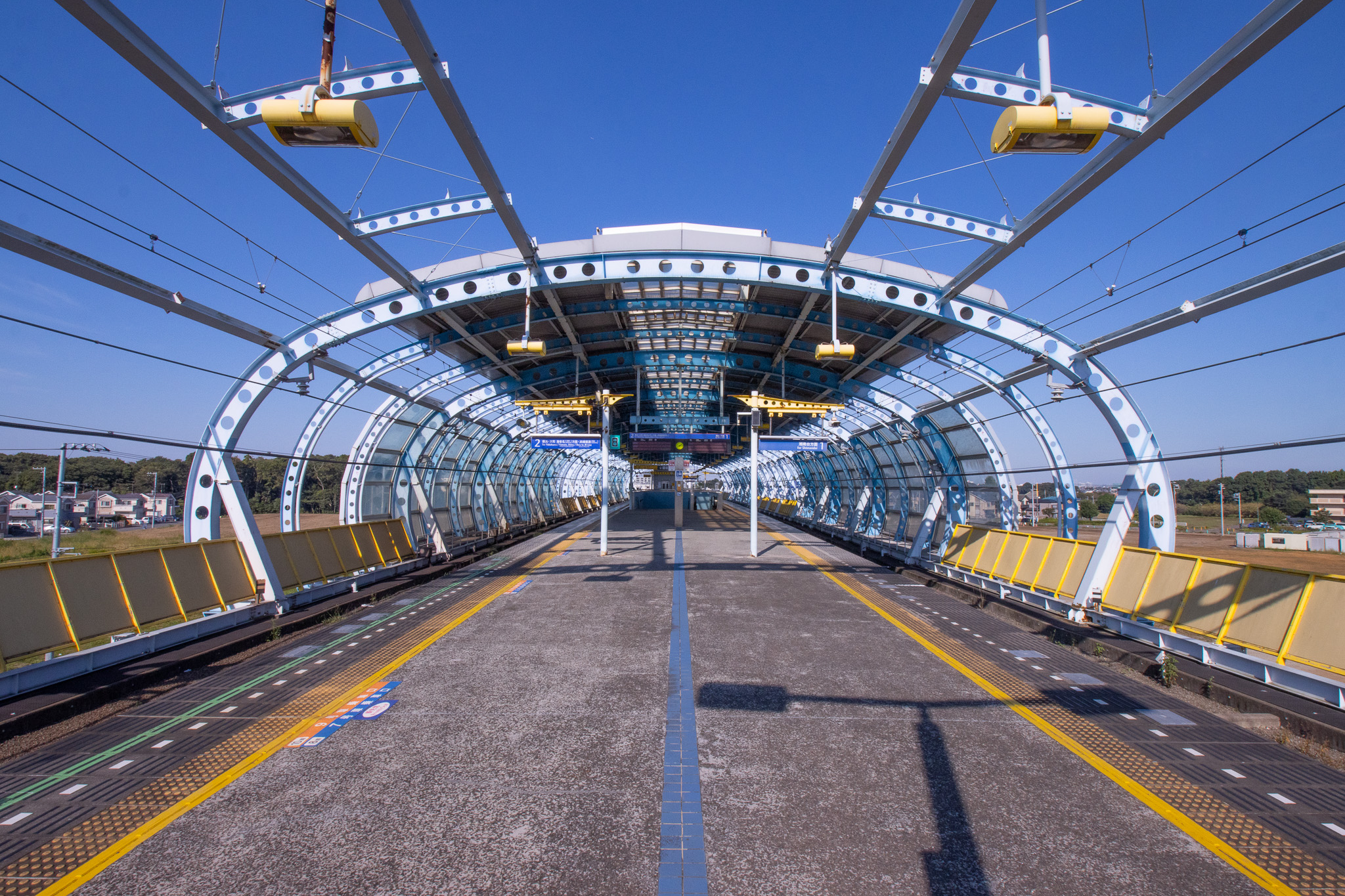
月台（2022年10月）

| 月台 | 路線   | 方向 | 目的地                                               |
| ---- | ------ | ---- | ---------------------------------------------------- |
| 1    | 泉野線 | 下行 | 湘南台方向                                           |
| 2    | 泉野線 | 上行 | 二俁川、橫濱、新橫濱、（二俁川轉乘）大和、海老名方向 |

## 使用情況
- 相模鐵道 - 2016年度的上下車人次為2,322人[利用客数 1]。
開業以來都是相模鐵道全部25個車站當中最下位。至2003年度為止都有減少傾向。2004年度以後開始增加，增長率更居首位（只有2005年度僅次於平沼橋站位居第2位）。

近年1日平均上下、上車人次推移如下表。
| 年度               | 1日平均 上下車人次 | 1日平均 上車人次 | 來源                |
| ------------------ | ------------------ | ---------------- | ------------------- |
| 1998年（平成10年） |                    | 805              | [ 神奈川県統計 1 ]  |
| 1999年（平成11年） | 1,372              | 648              | [ 神奈川県統計 2 ]  |
| 2000年（平成12年） | 1,209              | 571              | [ 神奈川県統計 2 ]  |
| 2001年（平成13年） | 1,138              | 540              | [ 神奈川県統計 3 ]  |
| 2002年（平成14年） | 1,116              | 528              | [ 神奈川県統計 4 ]  |
| 2003年（平成15年） | 1,109              | 527              | [ 神奈川県統計 5 ]  |
| 2004年（平成16年） | 1,184              | 558              | [ 神奈川県統計 6 ]  |
| 2005年（平成17年） | 1,322              | 632              | [ 神奈川県統計 7 ]  |
| 2006年（平成18年） | 1,506              | 730              | [ 神奈川県統計 8 ]  |
| 2007年（平成19年） | 1,610              | 790              | [ 神奈川県統計 9 ]  |
| 2008年（平成20年） | 1,786              | 880              | [ 神奈川県統計 10 ] |
| 2009年（平成21年） | 2,015              | 989              | [ 神奈川県統計 11 ] |
| 2010年（平成22年） | 2,097              | 1,040            | [ 神奈川県統計 12 ] |
| 2011年（平成23年） | 2,120              | 1,050            | [ 神奈川県統計 13 ] |
| 2012年（平成24年） | 2,208              | 1,100            | [ 神奈川県統計 14 ] |
| 2013年（平成25年） | 2,231              | 1,115            | [ 神奈川県統計 15 ] |
| 2014年（平成26年） | 2,228              | 1,104            | [ 神奈川県統計 16 ] |
| 2015年（平成27年） | 2,270              | 1,131            | [ 神奈川県統計 17 ] |
| 2016年（平成28年） | 2,322              | 1,155            |                     |

## 站名由來
工程開工時臨時採用所在地的町名「下飯田站」，後來因為帶有「在未來擁抱夢想的城市」而更名「夢丘」（ゆめが丘）。該名稱來自本線希望丘站－此站之間的來回乘車券「夢希望乘車券」作為入學考試考生的厭勝物發售。
另外，橫濱市營地下鐵藍線的下飯田站的臨時名稱就是現時的正式站名。

## 相鄰車站
相模鐵道
 泉野線
■特急
通過
■快速、■各停（快速下行終點為湘南台各停、上行至本線鶴峰為止各停）
泉中央（SO35）－夢丘（SO36）－湘南台（SO37）

## 外部連結
- 夢丘 - 相模鐵道